# Fibrocartílag

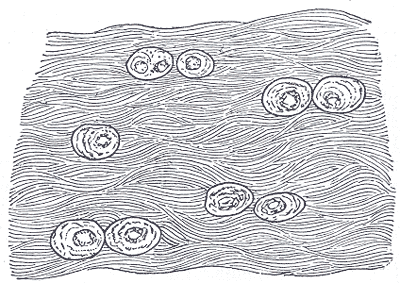
Dibuix de la imatge microscòpica del fibrocartíleg d'un disc intervertebral

El fibrocartílag és una varietat de teixit cartilaginós, que es diferencia del hialí en: 
- Conté fibres de col·lagen tipus I formant feixos gruixuts.

- Menys substància fonamental amorfa, el que fa que la matriu sigui acidòfila, en comptes de basòfila (la basofilia prové de la substància fonamental amorfa).

- Els condròcits es disposen en filera i són menys freqüents.

- No té pericondri.

- Està associat a teixit conjuntiu dens, sense un límit precís.

- Els condròcits no provenen dels condroblasts ni de cèl·lules condrogèniques, sinó de fibroblasts (propietat relacionada amb el punt anterior).

Totes aquestes característiques li confereixen una major resistència a la compressió.